# دورکی
دورکی یکی از چهار بابِ زیرمجموعه هفت لنگ در ایل بختیاری است.

## طوایف
1. آسترکی
2. زراسوند
3. اسیوند
4. موری
5. گندلی
6. بابا احمدی

## مشاهیر

علیقلی خان سردار اسعد بختیاری فرمانده مشروطه خواهان

بی بی مریم بختیاری
خسرو خان سردار ظفر
امام‌قلی خان حاجی ایلخانی
صمصام السلطنه
حسینقلی خان ایلخانی
کلبعلی خان دورکی
فرج الله خان دورکی
ملکه ثریا اسفندیاری
اسفندیار خان دورکی
ابوالقاسم خان بختیار
خلیل اسفندیاری
جعفرقلی خان دورکی
جعفرقلی خان سردار بهادر
علی اصغر خان دورکی
ابدال خان دورکی
حبیب الله خان دورکی
شاپور بختیار
محمدرضاخان سردارِ فاتح
نصیر خان سردار جنگ
سلطان محمدخان سردار اشجع
غلامحسین‌خان سالار محتشم
لطفعلی‌خان امیر مفخم
عبدالحمید بختیار
ابدال بختیار
عبدالمجید بختیار
محمدرضاخان سردارِ فاتح
تیمور بختیار
فتحعلی‌خان سردار معظم
بی‌بی کوکب بختیار
امیر حسین خان ایلخان ظفر
علیرضا ورناصری
رضا جباری
اسماعیل جلیلی
علی‌عسگر ظاهری عبده‌وند
رشید رشیدی
علی‌مرتضی صمصام بختیاری

## وجه تسمیه
این ایل را به اسم مکانی که در آن ساکن بودند دورکی نام‌گذاری کردند زیرا در سرزمین بختیاری جایی است که آن را دورگ و دارخل می‌گویند.

## جغرافیا و محل سکونت
- استان خوزستان : اندیکا، مسجدسلیمان، لالی، اهواز، ایذه، شوشتر، دزفول، گتوند
- استان چهارمحال بختیاری : کوهرنگ، شهرکرد، لردگان، اردل، بازفت، فارسان، صمصامی، کیار
- استان اصفهان : اصفهان، فولادشهر، شاهین شهر، نجف آباد،فریدونشهر
- استان لرستان : شهرستان درود، الیگودرز، ازنا